# Leopoldo González-Echenique
Leopoldo González-Echenique y Castellanos de Ubao (Madrid, 21 de septiembre de 1969) es un abogado del Estado español que fue presidente de Radiotelevisión Española entre junio de 2012 y septiembre de 2014.

## Biografía
Es licenciado en Derecho y en Ciencias Económicas por ICADE de la Universidad Pontificia Comillas pertenece al Cuerpo de Abogados del Estado de la promoción de 1996, conocida porque gran parte de sus integrantes fueron nombrados altos cargos, en la administración pública y en empresas privadas.
Estuvo destinado en el Ministerio del Interior entre enero de 1996 y 1998. Posteriormente ocupó un puesto en la Comisión Nacional del Mercado de Valores (CNMV), como subdirector de los Servicios Jurídicos (de septiembre de 1998 a junio de 1999) y luego en el de Economía y Hacienda entre julio de 1999 y junio de 2000. 
Durante el último gobierno de José María Aznar, fue nombrado el 11 de octubre de 2002 director general para el Desarrollo de la Sociedad de la Información del Ministerio de Ciencia y Tecnología (MCYT), en sustitución de Borja Adsuara y fue asesor de Rodrigo Rato. También trabajó en el consejo de la Entidad Pública RED.es y del Centro para el Desarrollo Tecnológico e Industrial (CDTI).
Es miembro de la Corte Española de Arbitraje y de la Corte de Arbitraje de Madrid. Trabajó en Barclays, donde fue secretario general del consejo y responsable jurídico de la entidad entre julio de 2003 y julio de 2008. Con el cambio de rumbo del banco británico, que se volcó más en la banca mayorista, abandonó Barclays. Trabajó posteriormente en NH Hoteles, donde fue secretario general del grupo y llevó el área de comunicación.
El 28 de junio de 2012 fue nombrado, a propuesta del Gobierno, presidente de RTVE y al día siguiente juró su cargo en un acto realizado en el Congreso de los Diputados. Durante su mandato hubo fuertes críticas por parte de los grupos parlamentarios de la oposición a su gestión al frente del ente público, y en julio de 2014, el sindicato CCOO llegó a presentar una denuncia ante Sala de lo Social de la Audiencia Nacional contra Echenique, acusándole de "actuar con mala fe en la negociación del II Convenio Colectivo y haber vulnerado los artículos 28.1 y 37 de la Constitución, que recogen el derecho a recibir una información correcta y adecuada", así como de "haber presentado una falsa información económica de la empresa, vulnerando así el Estatuto de los Trabajadores". Según el director Antonio Giménez-Rico, dejó sin programar series de televisión producidas o coproducidas por TVE y rechazó proyectos de películas que trataran sobre la guerra civil española por motivos políticos.
El 25 de septiembre de 2014 dimitió como presidente de RTVE tras la negativa del gobierno a hacer una inyección de 130 millones de euros como plan de viabilidad financiera para el ente.
Actualmente ejerce como socio en la oficina madrileña de la firma de abogados Herbert Smith Freehills, donde es responsable del área de regulación de servicios financieros.